# Killingskär (väst Kumlinge, Åland)
Killingskär med Långskär är en ö i Åland (Finland). Den ligger i Skärgårdshavet och i kommunen Kumlinge i landskapet Åland, i den sydvästra delen av landet. Ön ligger omkring 47 kilometer öster om Mariehamn och omkring 230 kilometer väster om Helsingfors.
Öns area är 40,6 hektar och dess största längd är 1,1 kilometer i sydväst-nordöstlig riktning. Ön höjer sig omkring 15 meter över havsytan.

## Delöar och uddar
- Killingskär 60°14′32″N 20°44′46″Ö / 60.24211°N 20.74606°Ö
- Långskär 60°14′21″N 20°44′42″Ö / 60.2392°N 20.74503°Ö